# Abd al-Ila'h
Abd al-Ilah, född 14 november 1913 och död 14 juli 1958, var en irakisk kronprins. Han var prinsregent 1939–1953.

## Biografi
Abd al-Ila'h var son till Ali ibn Hussein av Hijaz och bror till Aliya bint Ali. Han var 1939–1953 förmyndarregent för sin kusins och systers son Faisal II av Irak och därefter kronprins. Han var probrittisk och betraktades av nationalisterna i Irak som konservativ och alltför följsam mot Storbritannien, och mördades i samband med statskuppen 1958 (även kallad 14 julirevolutionen).